# 陶萨尔
陶萨尔，是匈牙利绍莫吉州所辖的一个村。总面积17.29平方公里，总人口2003，人口密度115.8人/平方公里（2011年1月1日）。